# Golden Bay (Nouvelle-Zélande)
Golden Bay, en français « baie d'or » ou « baie dorée », est une baie peu profonde de la mer de Tasman à l'extrémité nord-ouest de l'île du Sud, en  Nouvelle-Zélande, en Océanie.

## Géographie

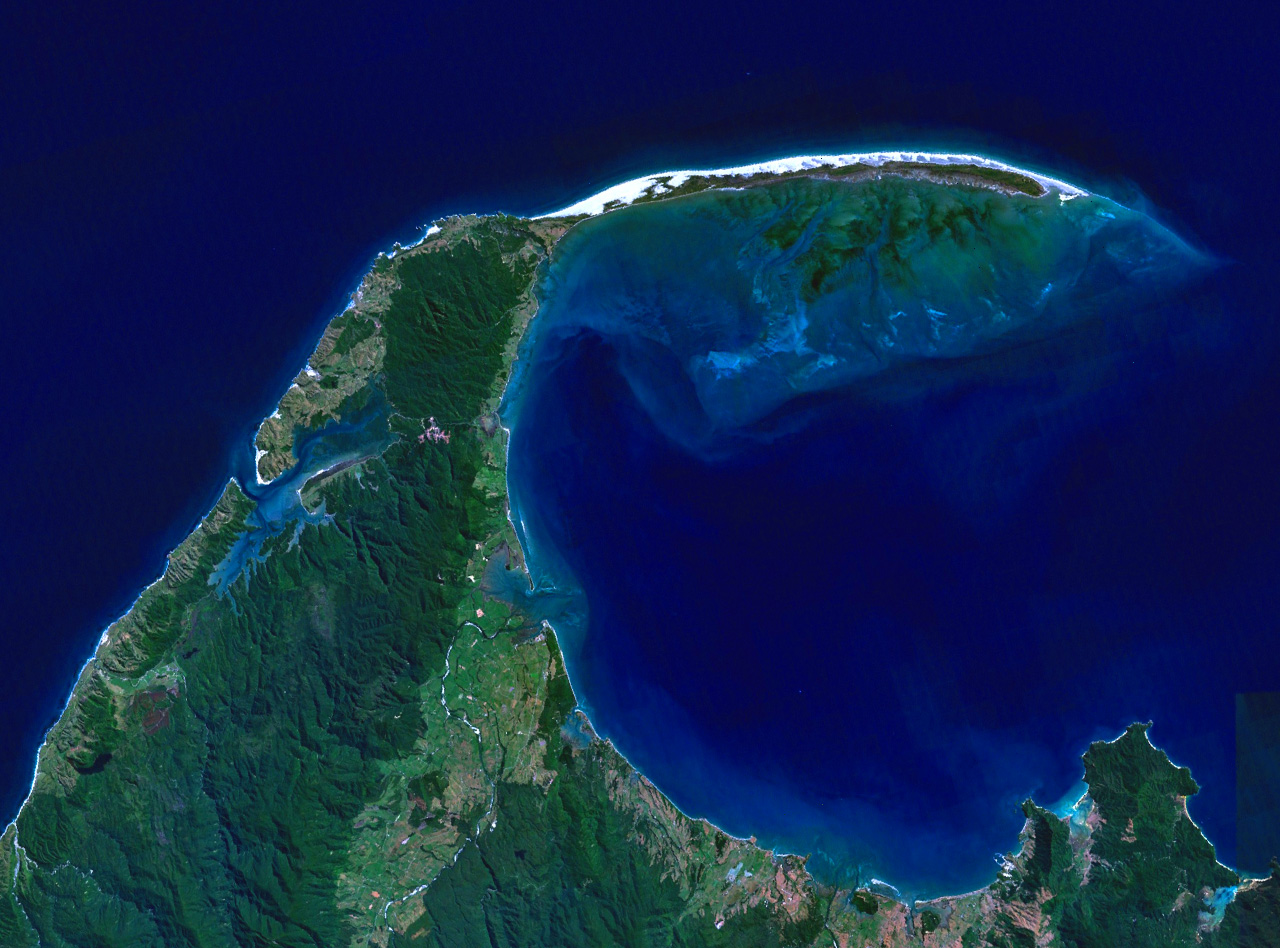
Image satellite de la Golden Bay.

De forme parabolique, la baie se trouve dans le détroit de Cook. Elle jouxte au sud-est la baie de Tasman. La baie est protégée au nord de la mer de Tasman par le « Farewell Spit » (« presqu'île  de Farewell »), 30 km de dunes formées par les vents et les courants marins qui s'étendent après le cap Farewell. Les rivières Aorere et Takaka se jettent dans la baie.
Les régions ouest et nord de la baie sont en grande partie inhabitée. Le long de la côte sud se trouvent les villes de Takaka et de Collingwood, ainsi que le parc national Abel Tasman. Séparation Point, la frontière naturelle entre Golden Bay et la baie de Tasman est situé dans le parc.
Golden Bay est situé dans la région de Tasman, l'une des autorités territoriales de Nouvelle-Zélande.

## Histoire
L'explorateur néerlandais Abel Tasman a jeté l'ancre dans cette baie en 1642. À la suite d'un affrontement sanglant entre les hommes débarqués et les Maoris, la baie fut nommée « Moordenaar's Bay » (Murderers Bay : Baie des meurtriers). En 1827, l'explorateur français Jules Dumont d'Urville semble avoir changé ce nom en « baie du massacre ». Dans les années 1840, à la suite de la découverte du charbon dans la région, elle était appelée « Coal Bay » : la « baie de charbon ». Dans les années 1850, avec la découverte d'or à Collingwood, son nom a été changé pour le nom actuel de Golden Bay.

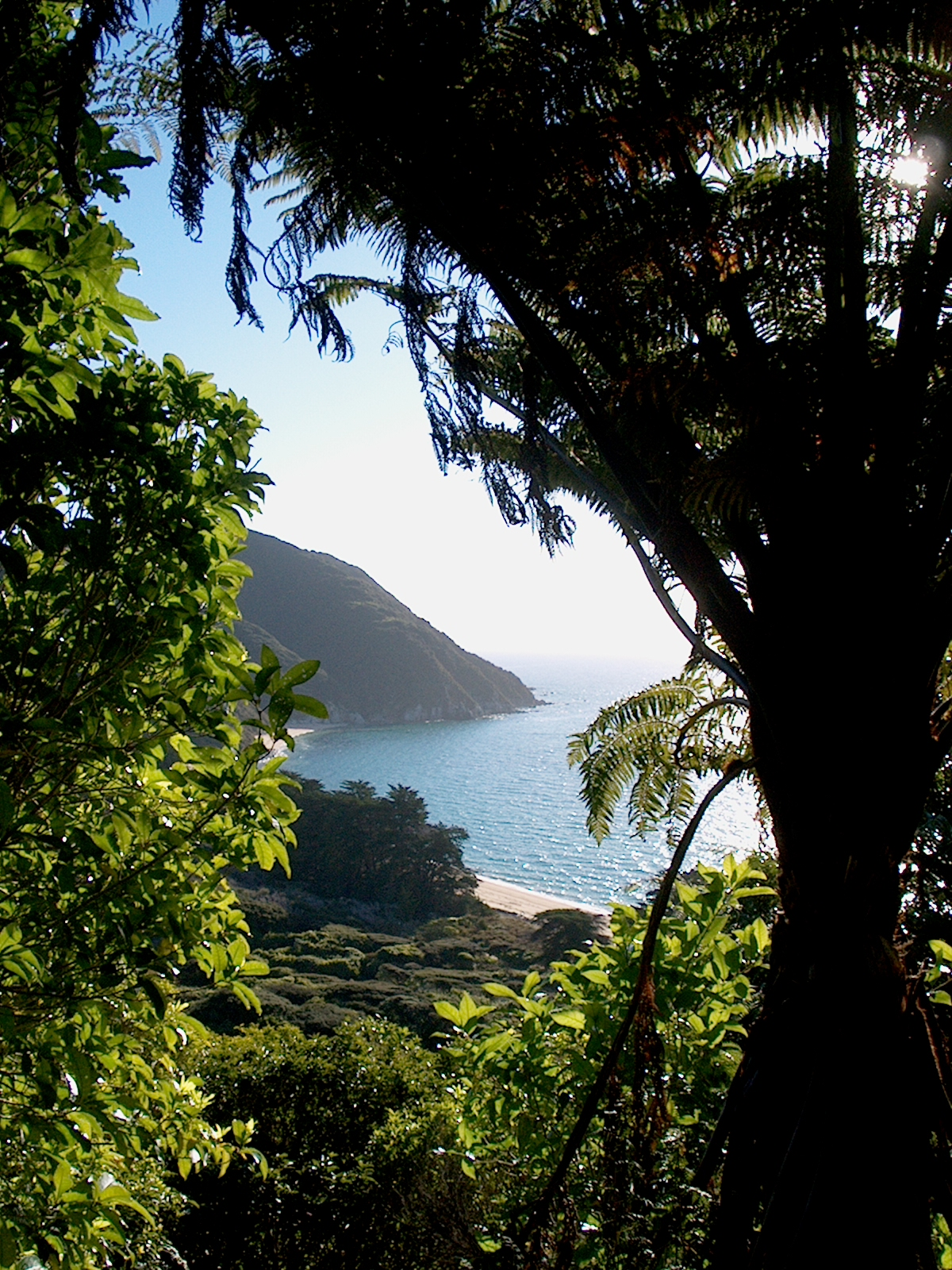
Une plage du parc national Abel Tasman.
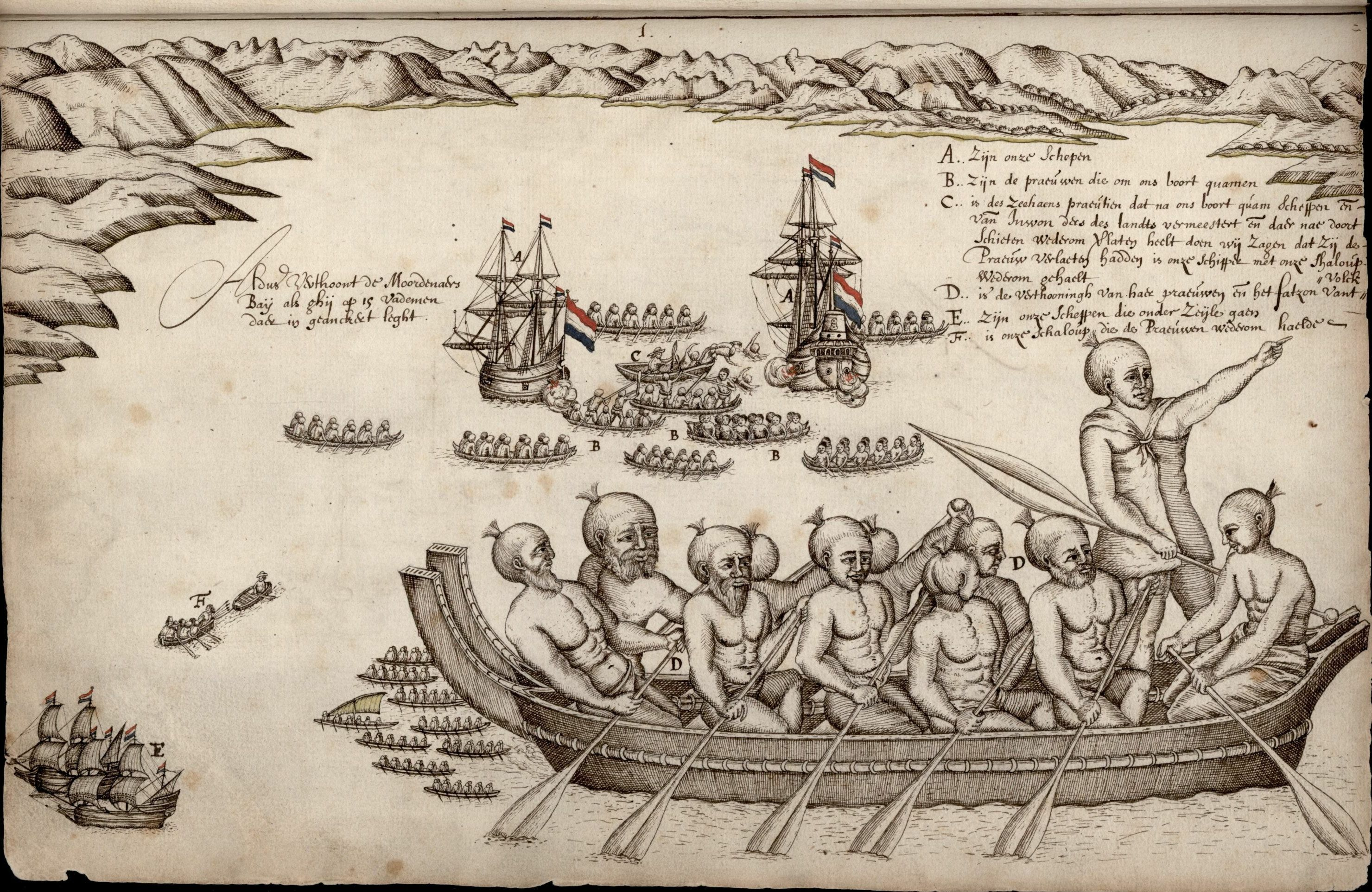
L'arrivée d'Abel Tasman à Golden Bay.
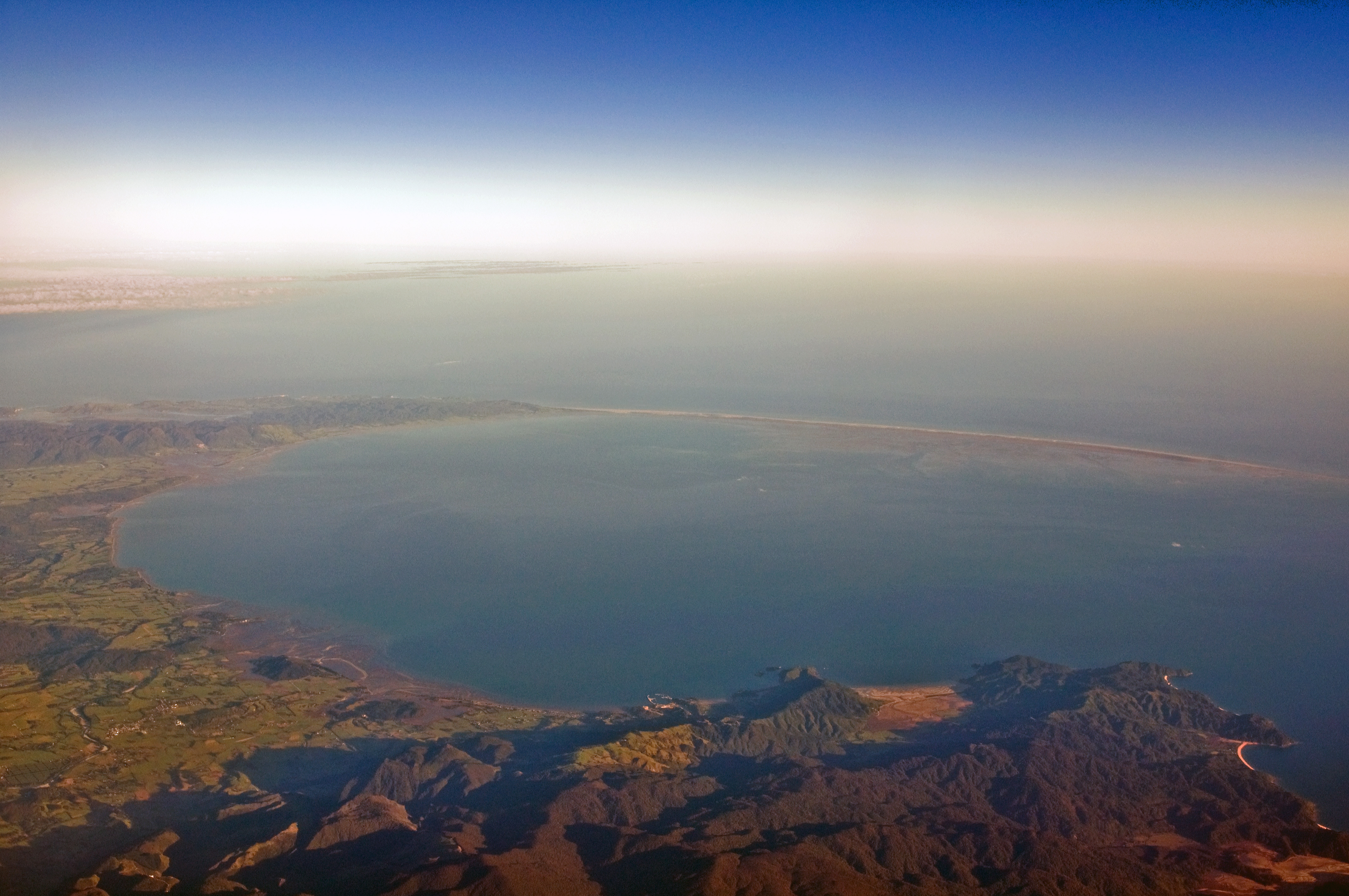
Vue de Golden Bay et de Farewell Spit.